# Méré (Yvelines)
Méré è un comune francese di 1 800 abitanti situato nel dipartimento degli Yvelines nella regione dell'Île-de-France.
Ha dato i natali al celebre economista François Quesnay.

## Società

### Evoluzione demografica
Abitanti censiti